# Metophthalmus longipilis
Metophthalmus longipilis es una especie de coleóptero de la familia Latridiidae.

## Distribución geográfica
Habita en Chile.